# المثناة
المثناة، قرية سعودية، تابعة لمركز الغريف في محافظة الكامل في منطقة مكة المكرمة.

## الوصف
تبعد القرية عن المركز مسافة 2 كيلو مترات بإتجاه الجنوب الغربي، نوع الطريق اسفلت. أقرب مدينة أو قرية بها صحة هو مركز غريف. خدمات التعليم: يتبع للقرية مدرسة جعفر بن مالك الابتدائية بنين، ومرسة المثناة الابتدائية بنات. ويوجد في القرية حدمة بلدية وخدمة بريد.

## عين المثناة
بدأ أمير مكة المكرمة الشريف غالب بإصلاح عين المثناة سنة 1202هـ، وأكملها سنة 1208هـ، وكان القائم على هندستها المهندس رجب افندي التركي، ثم أشترت الحكومة هذه العين، وضمتها إلى عين الطائف لكثرة السكان، وبُني فيها مسجد تاريخي يُسمى مسجد عداس.

## انظر ايضاً
- الطائف

## وصلات خارجية
- المثـــنــاة تـاريـــخ وادي وج وثقـيـف.